# Héctor Scarone
Héctor Pedro Scarone Beretta, urugvajski nogometaš, * 26. november 1898, Montevideo, Urugvaj, † 4. april 1967, Montevideo.
Osvojil je petinpetdeset pokalov in dosegel sto osemintrideset mednarodnih golov. Sodeloval je na nogometnemu delu poletnih olimpijskih iger leta 1924 in leta 1928. Z urugvajsko nogometno reprezentanco je zmagal tudi na Svetovnem prvenstvu v nogometu leta 1930.